# Gloria Calomee
Gloria Calomee (* 5. September 1940 in Los Angeles, Kalifornien) ist eine US-amerikanische Film-, Fernseh- und Theaterschauspielerin sowie Sängerin, Musicaldarstellerin, Theaterproduzentin und Autorin.

## Leben
Calomee begann ihre Schauspielkarriere in den frühen 1960er Jahren und war bis 1980 in etlichen Filmen und Fernsehserien zu sehen. Zu den Serien, in denen sie spielte, gehören St. Dominic und seine Schäfchen (1963), Mr. Novak (1963–1965), Verrückter wilder Westen (1968), Petrocelli (1975), Barney Miller (1975), Trapper John, M.D. (1979) und Detektiv Rockford – Anruf genügt (1979). Die bekanntesten Filmen, in denen sie auftrat, sind Mark Rydells Komödie Der Gauner von 1969 und James Goldstones Thriller Achterbahn aus dem Jahr 1977. Sie war, neben Mittie Lawrence und Ena Hartman, eine der Schauspielerinnen, die für den Charakter Uhura in der Serie Raumschiff Enterprise in Betracht gezogen wurden, bevor Nichelle Nichols die Rolle übernahm.
Als Theaterschauspielerin war sie 1963 in Lost in the Stars am Beverly Hills Recreation Center, 1966 in The Owl and the Pussycat am Coronet Theatre und drei Mal unter der Regie von C. Bernard Jackson am Inner City Cultural Center zu sehen. So 1973 in One Is a Crowd, von 1974 bis 1975 in EarthQuake II und von 1981 bis 1982 in Proud. Von 1977 bis 1978 verkörperte sie die Lady in Purple in Ntozake Shanges For Colored Girls Who Have Considered Suicide/When the Rainbow Is Enuf. Auch trat sie als Musicaldarstellerin in Is It Just Me Or Is It Hot In Here? im Cinegrill in Hollywood in Erscheinung.
In den 1980er Jahren begann ihre professionelle Karriere als Sängerin, im Zuge derer sie auch in Paris, in der Algarve, in Lissabon und im portugiesischen Fernsehen auftrat.
Von 1985 bis 1995 war sie die Produktionsleiterin des Inner City Cultural Center in Los Angeles. Während dieser Zeit produzierte sie mehr als 25 Produktionen, zu denen die preisgekrönten Werke Checkmates mit Denzel Washington und Paul Winfield, Four Seasons mit Calvin Lockhart und Woman from the Town mit Roxie Roker und Loretta Devine zählen. Danach war sie für das Cultural Affairs Department und das Nate Holden Performing Arts Center in Los Angeles tätig.
Ihre Reiseartikel und Abhandlungen über Kunst und Künstler in der Dritten Welt wurden unter anderem von der Zeitung Los Angeles Times und dem The-Crisis-Magazin der National Association for the Advancement of Colored People veröffentlicht.
Im Jahr 2009 erschien ihr Album Gloria Calomee – Live in Hollywood!, das eine Mischung aus Jazz, klassischem Pop und brasilianischen Samba hören lässt.

## Filmografie
- 1963: St. Dominic und seine Schäfchen (Going My Way, Fernsehserie, eine Folge)
- 1963: Ben Casey (Fernsehserie, eine Folge)
- 1963: Ein Ehebett zur Probe (Under the Yum Yum Tree)
- 1963: Das große Abenteuer (The Great Adventure, Fernsehserie, eine Folge)
- 1963: Breaking Point (Fernsehserie, eine Folge)
- 1963–1965: Mr. Novak (Fernsehserie, 3 Folgen)
- 1964: Nachdenkliche Geschichten (Insight, Fernsehserie, eine Folge)
- 1965: Zivilcourage (Profiles in Courage, Fernsehserie, eine Folge)
- 1966: Raumschiff Enterprise (Star Trek, Fernsehserie, eine Folge)
- 1967: NBC Experiment in Television (Fernsehserie, eine Folge)
- 1967: Cowboy in Afrika (Cowboy in Africa, Fernsehserie, eine Folge)
- 1968: Nur noch 72 Stunden (Madigan)
- 1968: Verrückter wilder Westen (The Wild Wild West, Fernsehserie, eine Folge)
- 1968: Gefährlicher Alltag (The Felony Squad, Fernsehserie, 2 Folgen)
- 1969: Bill Cosby (The Bill Cosby Show, Fernsehserie, eine Folge)
- 1969: The Bold Ones: The New Doctors (Fernsehserie, eine Folge)
- 1969: Der Gauner (The Reivers)
- 1969: Rauchende Colts (Gunsmoke, Fernsehserie, eine Folge)
- 1970: Mannix (Fernsehserie, eine Folge)
- 1970: The Bold Ones: The Lawyers (Fernsehserie, eine Folge)
- 1970: FBI (The F.B.I., Fernsehserie, eine Folge)
- 1971: Der Chef (Ironside, Fernsehserie, eine Folge)
- 1974: Together Brothers
- 1975: The Secret Night Caller (Fernsehfilm)
- 1975: Petrocelli (Fernsehserie, eine Folge)
- 1975: Barney Miller (Fernsehserie, eine Folge)
- 1977: Die Zwei mit dem Dreh (Switch, Fernsehserie, eine Folge)
- 1977: Achterbahn (Rollercoaster)
- 1978: Wer den ersten Stein wirft … (When Every Day Was the Fourth of July, Fernsehfilm)
- 1978: The American Girls (Fernsehserie, eine Folge)
- 1979: The White Shadow (Fernsehserie, eine Folge)
- 1979: Stone (Fernsehserie, eine Folge)
- 1979: Trapper John, M.D. (Fernsehserie, eine Folge)
- 1979: Detektiv Rockford – Anruf genügt (The Rockford Files, Fernsehserie, eine Folge)
- 1980: In den langen Sommertagen (The Long Days of Summer, Fernsehfilm)
- 1980: Phyl & Mikhy (Fernsehserie, eine Folge)